# Рабочий объём

Рабочий объём (рабочий объём цилиндров двигателя внутреннего сгорания) — важнейший конструктивный параметр (характеристика) двигателя внутреннего сгорания (ДВС), выражаемый в кубических сантиметрах (см³) или литрах (л), в США с каждым годом всё реже иногда применяются также кубические дюймы (Cu In). 
Входит в краткую характеристику любого автомобиля, мотоцикла, трактора, автобуса, тепловоза или судна с поршневым мотором.
Рабочий объём двигателя в значительной степени определяет его мощность и другие рабочие параметры. Рабочий объём равен сумме рабочих объёмов всех цилиндров двигателя. В свою очередь, рабочий объём цилиндра определяется как произведение площади сечения цилиндра на длину рабочего хода поршня (от НМТ до ВМТ). По величине рабочего объёма бензиновые автомобильные двигатели делятся на микролитражные (до 1,1 л), малолитражные (1.2-1.8л), среднелитражные (1.8-3.5 л) и крупнолитражные (свыше 3.5 л). У дизельных двигателей данный параметр отличается в большую сторону из-за меньшей удельной мощности а также многократно более крупных объёмов.

## Таможенные тарифы и налогообложение
Во многих странах включая Россию налогообложение автомобильных транспортных средств определяется именно рабочим объёмом, например, в Италии легковые автомобили с рабочим объёмом бензинового двигателя свыше 2000 см³ облагаются повышенным налогом. В Белоруссии так же налог на автомобили считается по объёму двигателя.
Так же в некоторых странах, в том числе и России таможенные пошлины на ввозимые автомобили, а также моторы к ним формируются из расчёта объёма цилиндров.

## Регулировка
Одним из перспективных направлений развития конструкции ДВС является создание моторов с изменяемым рабочим объёмом, что достигается применением системы автоматического (электронного) отключения нескольких цилиндров при режимах частичной нагрузки двигателя. Данная система уже применяется на некоторых новых серийных американских пикапах и внедорожниках и позволяет экономить в среднем 20 % топлива. Существуют также специальные двигатели с устройством непосредственного (механического) изменения рабочего хода поршня, но они пока не вышли из опытно-экспериментальной стадии. Впрочем, ДВС с изменяемым рабочим объёмом достаточно давно применяются в качестве лабораторного оборудования, например, при определении октанового числа бензина «моторным методом».

## В обозначении машин и мотоциклов
Рабочий объём является одной из главных характеристик не только мотора, но и всего ТС.
Поэтому его часто указывают в названии модели, а также на багажниках легковых автомобилей рядом с названием модели или вообще в модельном индексе. Указывать объём могут по-разному. Вот несколько способов для примера:

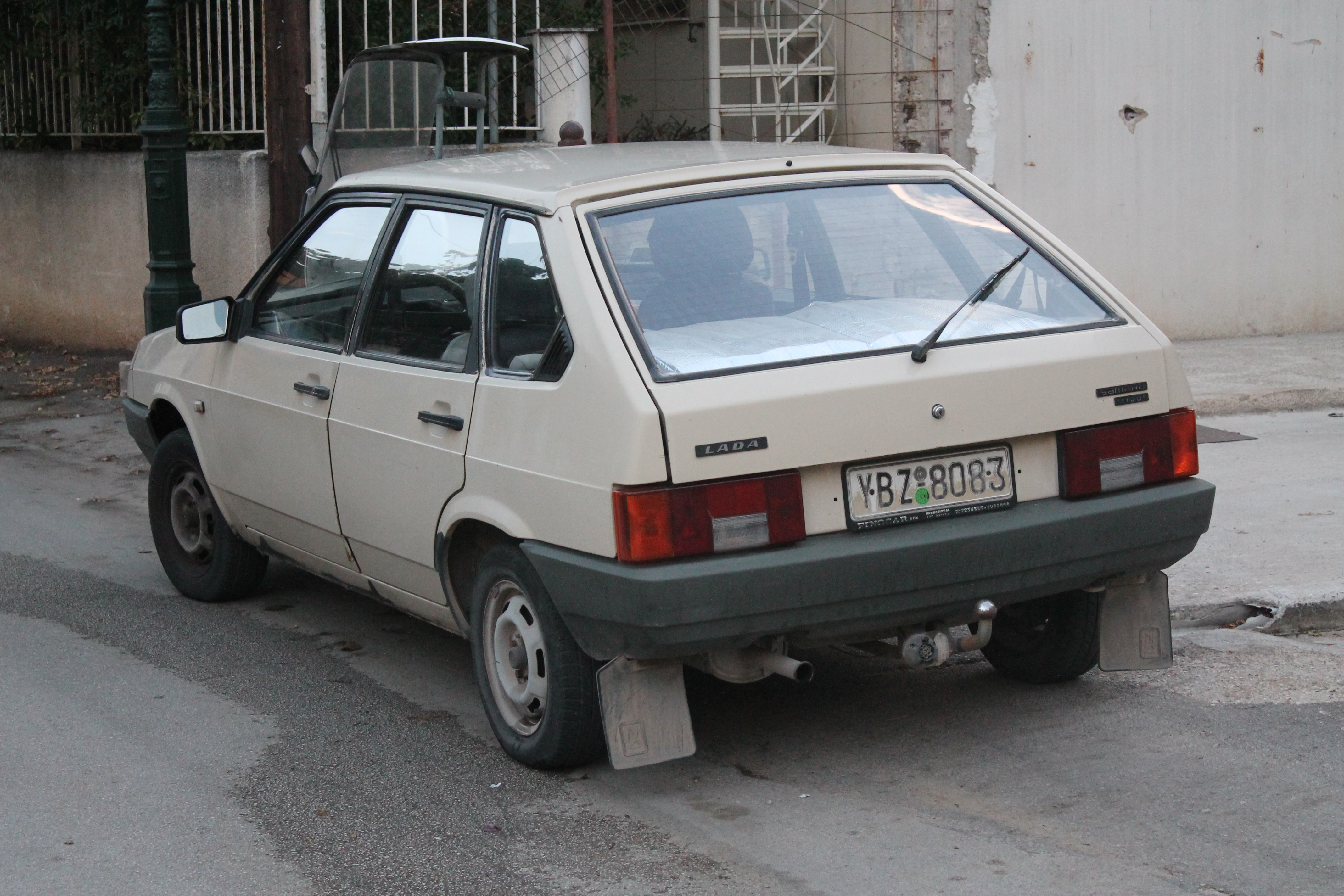
ВАЗ 21091, на правом молдинге указан объём в 1100 кубических сантиметров
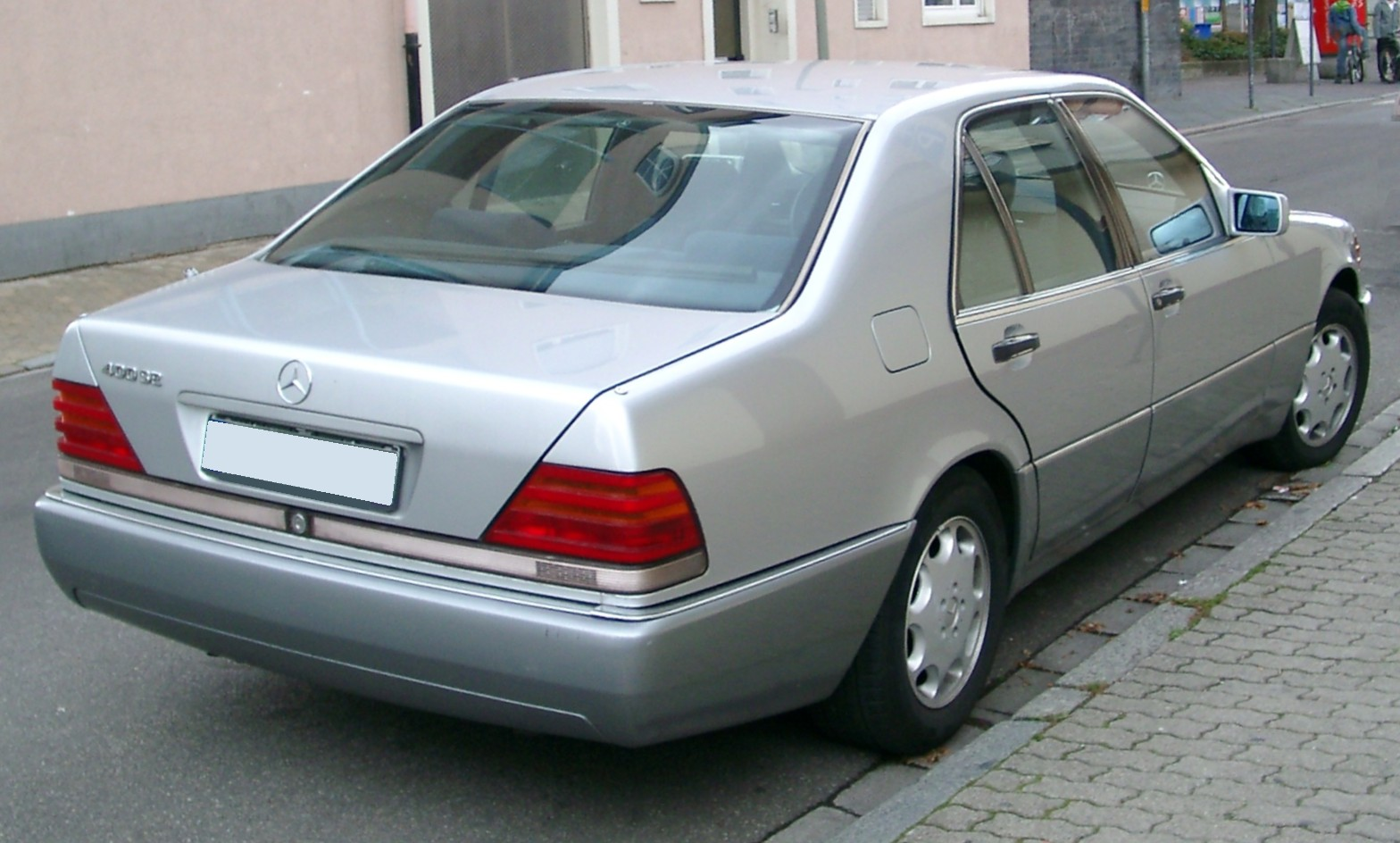
На багажнике слева число 400 означает объёмом в 4 литра
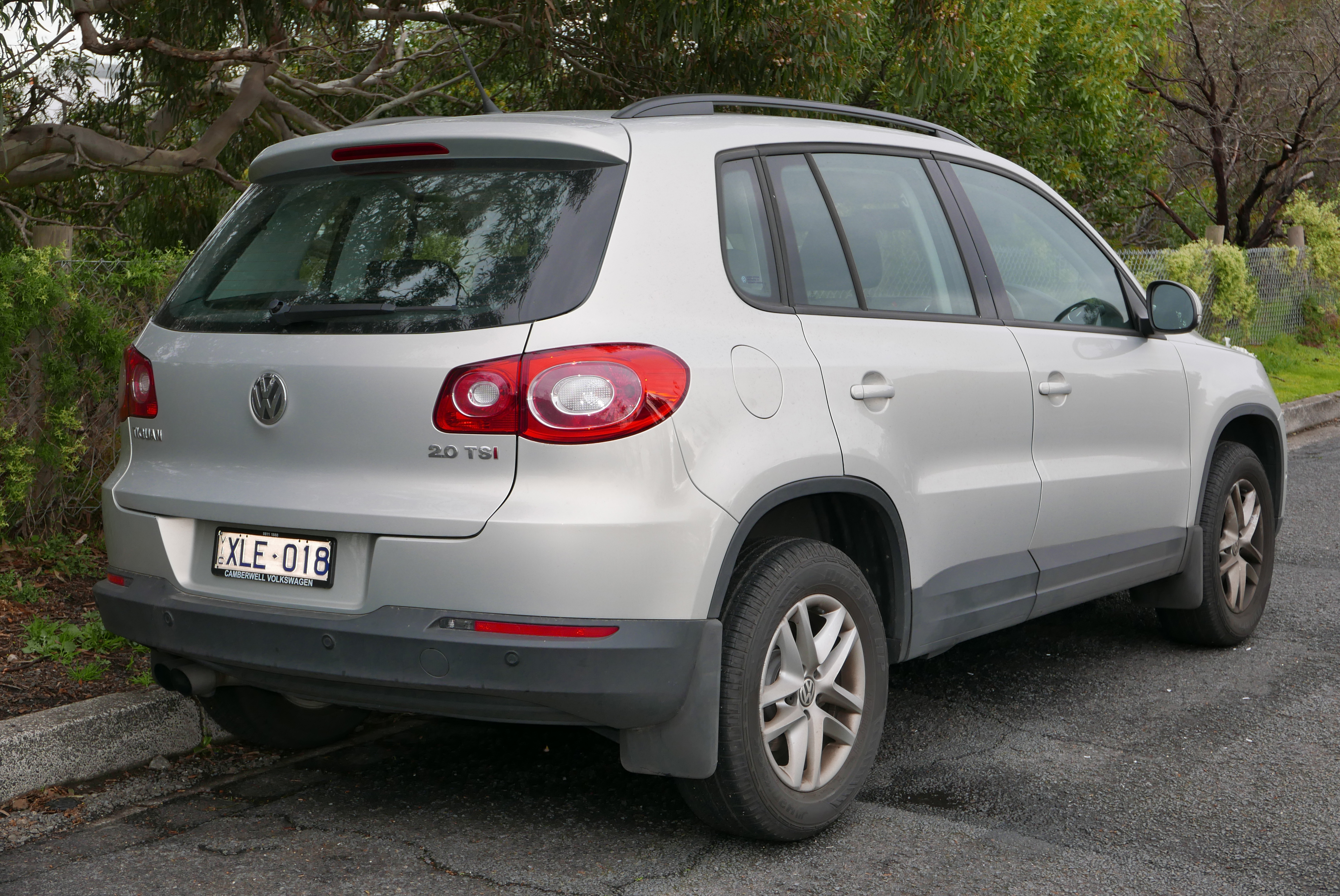
VW Tiguan с мотором объёмом в 2 литра, что указано на крышке багажника справа в виде десятичной дроби 2,0

#### Советско-Российский автопром, а также практически все мотоциклы мира
На молдинге пишется, например, Sputnik 1500, что означает модель «Спутник» и объём двигателя в 1500 кубических сантиметров.

#### Мерседес Бенц и Лексус
Например, Мерседес S400 означает S-класс с объёмом двигателя в 4 литра или, например, Lexus IS250 — означает модель IS с объёмом 2,5 л.

#### Infiniti и BMW
Например, BMW 528i означает кузов 5-й серии с объёмом двигателя 2,8 литра или, например, Infiniti QX 56 до 2013 года означает модель QX с объёмом 5,6 л.

#### Другие марки
Наиболее популярным обозначением объёма является десятичная дробь в которой целое значение является литр. Например Dodge Ram Cummins 5,9 означает что на нём стоит мотор Cummins объёмом в 5,9 литра.

#### Yamaha
Yamaha R1 имеет объём чуть менее литра, когда как Yamaha R6 имеет объём 0,6 л.

## Тенденция к уменьшению объёма цилиндров
В процессе эволюции моторостроения уровень форсирования бензомоторов и дизелей с каждым годом рос. Например незадолго до второй мировой войны дизельный мотор для танка Т-34 конфигурации V12 объёмом в 38,880 л имел мощность всего 500 л. с., то есть уровень форсирования едва ли превышал 12 лошадиных сил с одного литра. Уже спустя 20 лет дизели для грузовиков достигали мощности в 300—400 л. с. при объёме около 10-15 л.
После установки ТНВД и турбирования, большинства дизельных двигателей мира[когда?], уровень форсирования стал ещё больше расти. Современные дизели, например, 2-литровый двигатель Volkswagen Tiguan и Kodiak, достигают мощности в 240 л. с.
С бензомоторами ситуация практически та же, разница лишь в меньших объёмах и более высоких уровнях форсирования.
К примеру, двигатель автомобиля ВАЗ-2108 объёмом в 1,3 л образца 1984 года развивал мощность всего 64 л. с., то есть менее 50 л. с./л. Сегодня бензомотор автомобиля «Aurus» объёмом в 4,4 л развивает мощность 600 л. с., то есть примерно 135 л. с./л, и это далеко не максимум.